# Phnom Penh

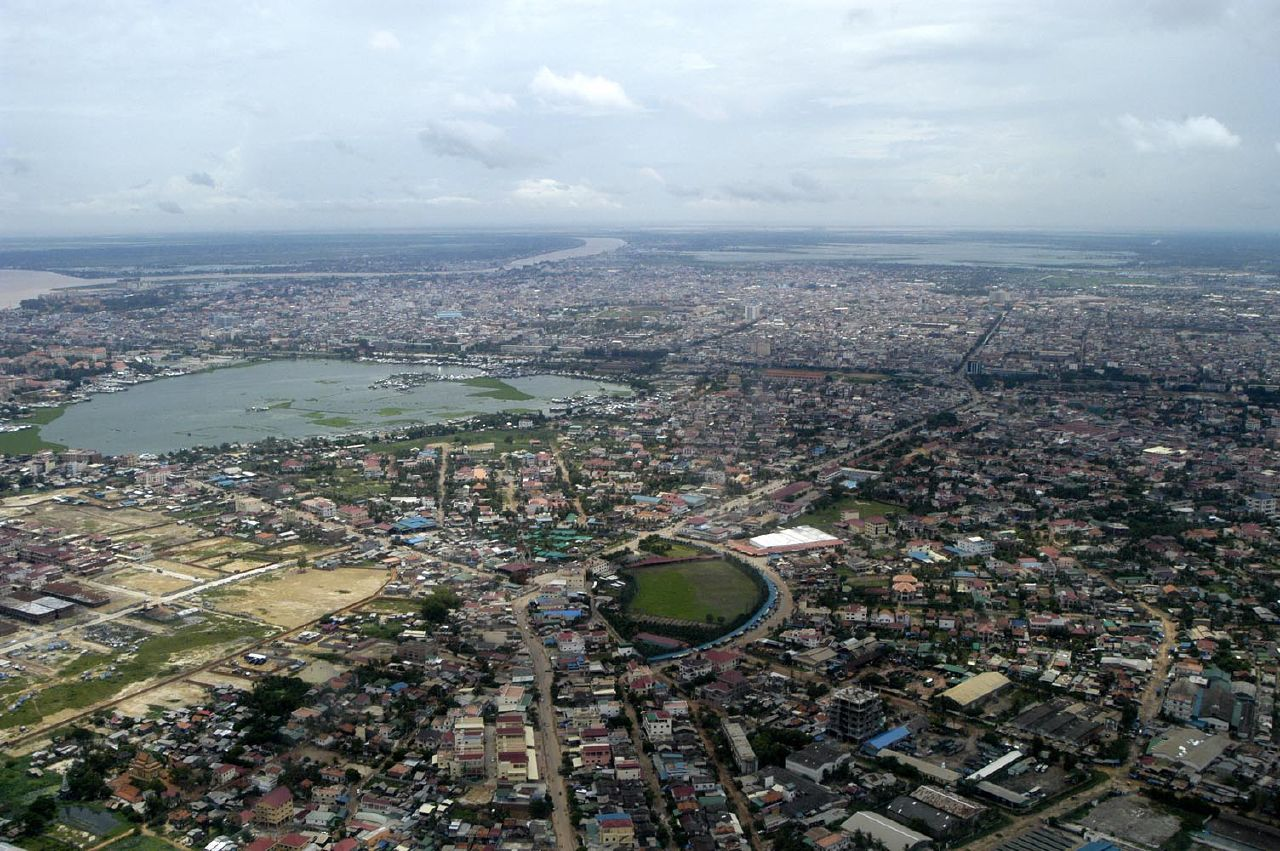
Orașul Phnom Penh

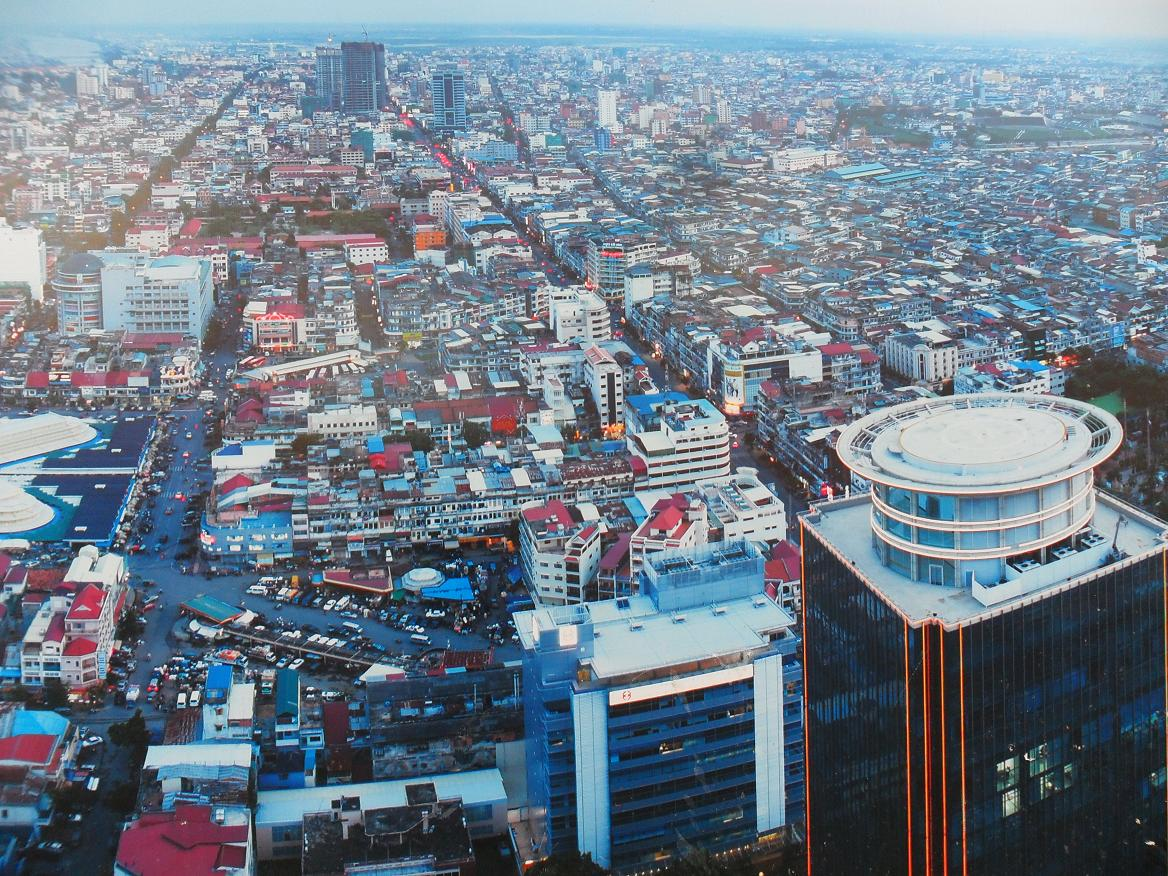
Phnom Penh

Phnom Penh este capitala Cambodgiei, port pe fluviul Mekong, la confluența cu Tonle Sap.

## Nume
Numele orașului este legat de legenda care circulă pe seama întemeierii sale: se spune că, în anul 1373, pe malul Mekongului, s-a construit un templu (Phonm), care a primit numele unei văduve bogate (Penh).

## Istorie
Phnom Penh a fost întemeiat în 1434 de regele Ponhéa Yat. Pe locul actualului oraș a existat în secolele 15 - 16 capitala statului Angkor. După o întrerupere de aproape două secole, a devenit capitala statului cambodgian până în 1863, când a fost cucerit de francezi, devenind capitala protectoratului Cambodgea (1867) și din 1953, capitala statului independent. Khmerii roșii au intrat în oraș la 17 aprilie 1975 și au inițiat deportarea populației (peste 2.5 milioane de oameni). 
 În 1979 aceștia au fost înfrânți de trupele vietnameze, iar o parte a locuitorilor s-au reîntors. 
Este port pe valea fluviului Mekong.